# Estrela Lambda Boötis
As estrelas Lambda Boötis são uma classe de estrelas com linhas metálicas fracas cujo tipo espectral é compreendido entre B e F. Mostram uma carência de elementos pesados (particularmente do grupo do ferro) com a clara excepção de carbono, nitrogénio, oxigénio e enxofre.
A natureza das estrelas Lambda Boötis não é bem conhecida. Podem ser estrelas de População I, o também estrelas pré-sequência principal ou estrelas da sequência principal formadas a partir de um gás cujos átomos metálicos foram absorvidos por poeira interestelar. 
É um grupo particularmente escasso; pensa-se que como máximo, uns 2% das estrelas compreendidas dentro do domínio espectral relevante são estrelas Lambda Bootis.
O protótipo desta classe é Lambda Boötis (λ Boo).